# 퍼슨 오브 인터레스트

퍼슨 오브 인터레스트(Person of Interest)는 2011년 9월 22일부터 2016년 6월 21일까지 CBS에서 방영된 드라마이다. 조너선 놀런이 각본을 집필했고, J.J. 에이브럼스가 감독을 맡았다. 한국에서는 현재 왓챠에서 스트리밍 서비스를 제공하고 있다.

## 배경
9.11 테러 이후 미국 사회의 반응은 히스테리적이었다. 많은 예비군이 재입대하고 국가와 사람들을 지키기 위해 과격한 방법까지 고안하는 자들이 생겨났다. 퍼슨 오브 인터레스트(P.O.I)는 이러한 실제 상황에 기반하여 만들어진 드라마로서, 9.11 테러 이후 CIA가 된 존 리스(짐 카비젤)와, 테러 이후 상상도 못할 거대한 감시 시스템(The Machine)을 구축한 해롤드 핀치(마이클 애머슨)의 타락 및 구원에 대한 내용이다.

## 줄거리
Pilot : 존 리스, 조스 카터, 해롤드 핀치의 첫 만남. P.O.I를 구성하는 주요 키워드인 림보, 도서관, Concerned Third Party, Number 가 등장한다.
- 시즌 1(23화) : 존 리스와 해롤드 핀치의 첫만남과 머신이 보내주는 정보를 통해 사람들을 구해야 하는 그들의 목적이 드러난다. 존 리스와 해롤드 핀치가 서로 의심하는 관계에서 팀으로 거듭나는 과정을 보여준다.
- 시즌 2(22화) : 존 리스보다는 해롤드 핀치에게 집중된 시즌으로, 그가 왜 이 일을 하는가에 대한 답을 찾는다.
- 시즌 3(23화) : 세계관이 확장되고, 제2의 머신인 사마리탄의 탄생을 그린다. 핀치의 팀은 도서관을 잃고 도망자 신세가 된다.
- 시즌 4(22화) : 사마리탄과 머신의 냉전 사이에서 고군분투하게 된다.
- 시즌 5(13화) : 실질적으로 인간을 지배하기 시작한 사마리탄에 맞서 머신을 구해내 최종적으로 전면전에 나선다.

## 출연
- 짐 커비즐 - 존 리스(John Reese)
- 마이클 에머슨 - 해럴드 핀치 (Harold Finch)
- 타라지 P. 헨슨 - 조스 카터(Joss Catter)
- 케빈 채프먼 - 라이어널 푸스코(Lionel Fusco)
- 에이미 애커 - 루트(Root)
- 사라 샤이 - 쇼(Sameen Shaw)

## 등장인물
- 존 리스 : 전직 CIA. 해롤드 핀치를 돕는다. 그를 쫓는 사람들에게 '수트 입은 남자(The Man in the suit)'로 통한다.
- 해롤드 핀치 : The Machine 의 개발자. 기계가 주는 테러와 무관한 정보를 통해 잠재적 범죄를 막는다. 몇가지 힌트를 통해 알려진 사실은 그가 역사상 최초의 해커였을지도 모른다는 것과 10대 시절 저지른 해킹으로 도망자가 되어 자신의 흔적을 지우고 살아왔다는 것이다.
- 조스 카터 : 수트 입은 남자를 쫓는 전 군인 출신 형사. 3시즌으로 하차.
- 라이오넬 푸스코 : 부패경찰. 존 리스의 협박으로 존 리스를 돕는다. 4시즌부터 리스와 파트너가 된다.
- 루트 : The Machine 의 존재를 알고 있고 관리자 권한을 얻으려는 여자. 후에 핀치와 일종의 협력관계를 유지한다. 후에 핀치와 머신의 영향으로 변화해간다.
- 일라이어스 : 마피아. 이전 세대의 마피아가 가졌던 권위나 규칙을 무시하여 승리한다. 조스 카터와의 관계에서 악의 양면성을 보여준다.
- 스카페이스 : 일라이어스의 심복. 충실하고, 용감하다. 보스인 일라이어스가 기존 마피아의 방식을 뒤엎어버린 데 비해, 스카페이스는 도리어 이전 시대의 마피아처럼 의리와 충절로 헌신하는 것으로 보인다.
- HR : 인사부. 부패경찰 집단이다.
- 러시아 마피아 : 일라이어스와 적대적 관계를 가지는 집단
- 쇼 : 전 CIA. 인디고 팀으로 활동하다가 머신의 비밀을 알게되어 쫓긴다. 후에 핀치에게 합류한다. 소시오패스라고는 하지만 루트와 마찬가지로 변화한다.
- 더 컨트롤 : 머신의 운영을 맡은 최고책임자. 머신을 놓치게 되면서 사마리탄과 손을 잡는다. 이후 사마리탄의 의도를 알아내지만 처형당한 것으로 보인다.
- 베어 : 도서관팀의 애완견. 네덜란드어로 된 명령만 듣는다는 설정이지만, 도서관팀이 말하면 영어도 곧잘 알아듣는 것 같다. 무척, 무척 잘생겼다.
- 그리어 : 전 MI6로 추정. 냉전시대의 종말을 거치면서 인간에 대해 실망하게 된다. 우연찮게 머신에 대해 알게 되면서 손에 넣기 위해 갖은 애를 쓰다가 결국 사마리탄을 손에 넣는다. "데시마 테크놀로지"라는 기업의 관련자로 활동한다.
- The Machine : 해롤드 핀치가 만들어 낸 인공지능. 모든 사람을 보호하기 위해 만들어졌으나, 그 능력을 두려워한 핀치는 머신에게 여러 가지 안전장치를 해 놓는다. 그 중에는 매일같이 머신을 "리부트"하는 것도 포함되어 있어, 이후 머신은 "어니스트 손힐"이라는 가상인물을 만들어 내어 자신의 "기억"을 강제로 보존하게 된다. 루트는 머신을 "신(여신)"으로 칭하며, 이는 머신이 가진 힘과 도덕성에 대한 단호한 표현이다.
- Samaritan : 인공지능. 머신과 같거나 더 나은 능력을 가졌으나, 머신이 가진 도덕성은 없다. 그리어가 내린 첫번째 명령인 "우리(인간)가 널(인공지능) 위해 무엇을 해야 하나?"가 사마리탄이 계속해서 탐구하는 질문이 된다. 즉, 인간(성)을 지키는 것이 목적인 머신과 달리, 사마리탄은 인간을 피드제공자, 즉 자신의 생존을 위한 일종의 "환경"으로 인식한다. 인간이 자연을 개간하고 가축을 길들였듯, 사마리탄은 인간을 길들이는 중이다.
- 카라 스탠튼 : 전 CIA요원. 리스의 파트너였다. 자신을 배신한 CIA에게 복수하기 위해 그리어의 손을 잡는다.
- 스노우 : CIA 요원. 리스와 카라의 상급요원으로서 그들을 죽을 수 밖에 없는 임무로 내보낸 장본인이다. 후에 카라와 함께 자폭한다.
- 조이 모건 : 해결사. 넘버로서 존 리스와 만났지만 이후 도서관팀과 자주 협력하게 된다.
- 그레이스 : 핀치의 약혼녀였지만 그가 사망한 것으로 알고 있다. 5시즌에서는 이탈리아로 이주한 것으로 설정되었다.

## 주요 개념
- 림보
- 도서관팀= Concerned Third Party : 리스에게 핀치가 처음 업무를 설명할 때 사용한 말이자, 리스가 자신들을 지칭할 때도 사용하지만 반은 농담처럼 쓴다. "제3자"라는 표현에서 "당사자가 아닌"이라는 뜻을 주입한다면, 자기 일도 아닌데 끼어드는 핀치와 리스의 행동을 놀리는 뜻이 된다. 반면, 어떤 식으로도 표면에 나서지 못하고 옳은 일을 하더라도 그늘에 숨어야 하는 상태를 생각한다면 대단히 서글픈 표현이기도 하다. 4시즌에서 집합 장소가 바뀌면서 "지하철팀"으로도 불린다.
- 수트 입은 남자( The Man in the Suits) : 괴담이나 도시전설에는 일말의 사실이 담겨있기도 하다. 누군가 위험에 처하면 "멀쑥한 양복 차림의 누군가"가 나타나 구해주고, 홀연히 사라진다, 는 내용으로, 드라마 초기에 농담처럼, 그리고 등장인물들간의 관계를 팽팽하게 잡아주는 문구로 쓰였다. 존 리스가 "수트 입은 남자"라고 생각해 온 시청자에게, 핀치가 리스 이전에도 파트너가 있었다는 점에서 혼란을 던져준다. 실제로 "수트 입은 남자"는 존 리스도 또 다른 누군가도 아닌, 그저 도시 괴담일 수도 있는 것이다.
- Number : 사회보장번호를 뜻하기도 하고, 드라마에서는 머신이 주는 "관련자 정보"이기도 하며, 사건의 중심이 되는 누군가를 지칭하기도 한다.
- The Machine : 등장인물 참조
- Samaritan : 등장인물 참조
- Tag : 머신이 바라보는 인물들에 대한 인식표라고 볼 수 있다. 현재 상태에 따라 태그는 그때그때 바뀐다.
- 흰색- 일반인, 빨강- 적, 또는 공격자, 파랑- 행동대, 노랑- 관리자, 노랑+검정=아날로그 인터페이스(머신과 직접 연결된 루트만 갖는 특권)
- DDC : 듀이십진분류법. 공공도서관의 절반 이상이 사용한다. LC와 달리 숫자로만 이루어져 있어 다양한 응용이 가능하며 무한히 정보를 정리할 수 있다. 한국은 이를 변형한 KDC를 사용한다.